# Naenia virgata
Naenia virgata là một loài bướm đêm trong họ Noctuidae.